# Tõnno Lepmets
Tõnno Lepmets (Tallinn, 31 maart 1939 - Harjumaa, 26 juni 2005) was een Estisch professioneel basketbalspeler die uitkwam voor het nationale team van de Sovjet-Unie.

## Carrière
Lepmets begon zijn carrière bij TPI van 1961 tot 1966. In 1968 ging hij spelen voor topclub Kalev Tallinn. Hij wint met deze twee clubs negen keer het Landskampioenschap van Estland in 1961, 1962, 1963, 1964, 1965, 1966, 1967, 1968 en 1971. Ook wordt hij zeven keer Bekerwinnaar van Estland 1961, 1962, 1964, 1966, 1967, 1968 en 1969. Met de Estische SSR werd hij tweede om het landskampioenschap van de Sovjet-Unie in 1967 en derde in 1963. Met het nationale team van de Sovjet-Unie won hij goud op de Europese kampioenschappen in 1963 en 1967.

## Erelijst
- Landskampioen Sovjet-Unie:
  - Tweede: 1967
  - Derde: 1963
- Landskampioen Estland: 9
  - Winnaar: 1961, 1962, 1963, 1964, 1965, 1966, 1967, 1968, 1971
- Bekerwinnaar Estland: 7
  - Winnaar: 1961, 1962, 1964, 1966, 1967, 1968, 1969
- Europees kampioenschap: 2
  - Goud: 1963, 1967